# Hofeshaus in der Leimbach

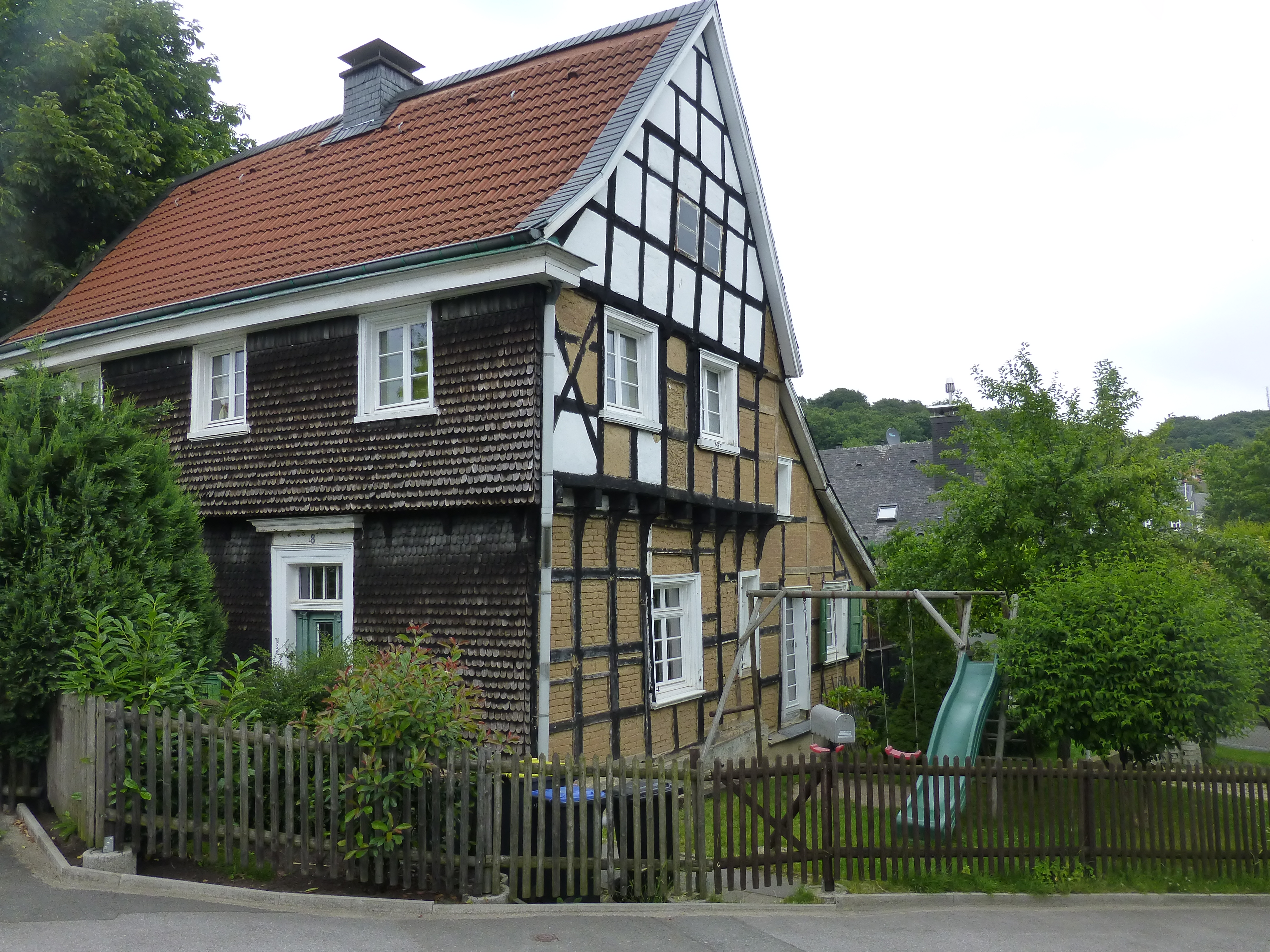
Hofeshaus in der Leimbach (2014)

Das Hofeshaus in der Leimbach (Hausanschrift Winchenbachstraße 8) ist ein unter Denkmalschutz stehendes ehemaliges Gutshaus im Wuppertaler Stadtbezirk Barmen im Wohnquartier Sedansberg. Das Gebäude gehörte zum Wohnplatz Obere Leimbach westlich von dem Leimbach, einem Nebengewässer der Wupper.

## Beschreibung
Das zweigeschossige, in Fachwerkbauweise ausgeführte Wohnhaus mit Satteldach, wurde als Bauernhaus in Geschossbauweise mit überkragendem Obergeschoss errichtet. Am südlichen Giebel ist die Fachwerkgliederung zu erkennen, die West- und Nordseite wurde mit Holzschindeln verkleidet. Nach Osten ist Dach über einem späteren Anbau tief abgeschleppt.
Eine historische Diele mit der ehemaligen Feuerstelle, Rauchfang, Kaminsims, Sandsteinfußboden und Treppenaufgang ist im Innern des Gebäudes noch vorhanden.

## Geschichte
Das Gebäude wurde im späten 17. Jahrhundert errichtet.
Am 26. Februar 1986 wurde das Hofeshaus in der Leimbach als Baudenkmal anerkannt und in die Denkmalliste der Stadt Wuppertal eingetragen. Die Eintragung erfolgte mit der Erwähnung der historischen Innenausstattung, die nun Teil der Unterschutzstellung ist.